# جيك فريند
جيك فريند (بالإنجليزية: Jake Friend)‏ هو لاعب دوري الرغبي أسترالي، ولد في 1 فبراير 1990 في Nambour ‏ في أستراليا.

## روابط خارجية
- جيك فريند على موقع ItsRugby.co.uk (الإنجليزية)